# Kazimierski
Kazimierski là một huyện thuộc tỉnh Świętokrzyskie của Ba Lan. Huyện có diện tích 422 km². Đến ngày 1 tháng 1 năm 2011, dân số của huyện là 34828 người và mật độ 82 người/km².